# Championnat d'Italie de rugby à XV de 2e division
Ne doit pas être confondu avec Championnat d'Italie féminin de rugby à XV de 2e division.
Le Championnat d'Italie de rugby à XV de deuxième division ou Serie A1 est le second échelon des compétitions nationales de rugby à XV en Italie. C'est une compétition qui constitue l'antichambre de la première division, la Serie A Élite.

## Histoire
Le championnat actuel existe depuis la saison 2018-19 en raison de la mise en place du Top12, 1re division du championnat national.
Pour la saison 2014-2015, la Fédération a annoncé une refonte du championnat avec l'unification de la Série A : 24 clubs sont répartis en 4 groupes régionaux de 6 équipes. À l'issue de cette 1re phase, les 3 premières équipes de chaque poule disputent une compétition dénommée Pool Promozione et constituée de 2 groupes de 6. Les 2 premiers sont qualifiés pour le tour final qui octroie le titre de Champion de Série A et autorise le vainqueur à participer au Campionato Nazionale Eccellenza 2015-2016 ramené à dix clubs.
La fédération décide la mise en place d'une poule unique (dix clubs) à compter de la saison 2024-2025. Qualifié, le club de Tarvisium renonce et est remplacé par le Rugby Milano.

## Palmarès
| Année     | Date                                                                 | Vainqueur                                                            | Score                                                                | Finaliste                                                            | Lieu                                                                 | Spectateurs                                                          |
| --------- | -------------------------------------------------------------------- | -------------------------------------------------------------------- | -------------------------------------------------------------------- | -------------------------------------------------------------------- | -------------------------------------------------------------------- | -------------------------------------------------------------------- |
| 2002      |                                                                      | Marchiol Silea                                                       |                                                                      |                                                                      |                                                                      |                                                                      |
| 2003      |                                                                      | Rugby Leonessa 1928                                                  |                                                                      |                                                                      |                                                                      |                                                                      |
| 2004      |                                                                      | Amatori Catania                                                      | 35 – 33 8 – 15                                                       | Termoraggi Piacenza                                                  | Plaisance et Catane                                                  |                                                                      |
| 2005      |                                                                      | Veneziamestre                                                        | 44 - 8                                                               | Unione R. Capitolina                                                 | Plaisance                                                            |                                                                      |
| 2006      |                                                                      | Unione R. Capitolina                                                 | 20 - 9                                                               | Rugby Roma                                                           | Rome                                                                 |                                                                      |
| 2007      |                                                                      | Veneziamestre                                                        | 13 - 10                                                              | I Cavalieri Prato                                                    | Viadana                                                              |                                                                      |
| 2008      |                                                                      | Rugby Roma                                                           | 24 - 10                                                              | L'Aquila Rugby                                                       | Rome                                                                 |                                                                      |
| 2009      |                                                                      | I Cavalieri Prato                                                    | 25 - 18                                                              | L'Aquila Rugby                                                       | Rome                                                                 |                                                                      |
| 2010      |                                                                      | SS Lazio                                                             | 43 - 6                                                               | Noceto                                                               | Prato                                                                |                                                                      |
| 2011      | 29 mai 2011                                                          | Rugby Calvisano                                                      | 19 - 0                                                               | Consiel Firenze                                                      | Reggio d'Émilie                                                      |                                                                      |
| 2012      | 3 juin 2012                                                          | San Donà                                                             | 13 – 9                                                               | Fiamme Oro Roma                                                      | Prato                                                                | 1 500                                                                |
| 2013      | 2 juin 2013                                                          | Unione R. Capitolina                                                 | 29 - 16                                                              | Pro Recco Rugby                                                      | Calvisano                                                            | 3 000                                                                |
| 2014      | 31 mai 2014                                                          | L'Aquila Rugby                                                       | 28 - 18                                                              | Rugby Lyons Piacenza                                                 | Parme                                                                | 1 280                                                                |
| 2015      | 24 mai 2015                                                          | Rugby Lyons Piacenza                                                 | 26 - 19                                                              | Pro Recco Rugby                                                      | Viadana                                                              |                                                                      |
| 2016      | 22 mai 2016                                                          | Rugby Reggio                                                         | 33 - 5                                                               | Pro Recco Rugby                                                      | Viadana                                                              | 1 500                                                                |
| 2017      | 21 mai 2017                                                          | Rugby Club I Medicei                                                 | 38 - 14                                                              | L'Aquila Rugby                                                       | Parme                                                                | 1 400                                                                |
| 2018 (it) | 27 mai 2018                                                          | Verona Rugby S.S.D. (it)                                             | 20 - 14                                                              | Valsugana (it)                                                       | Reggio d'Émilie                                                      | 1 400                                                                |
| 2019 (it) | 9 juin 2019                                                          | Rugby Lyons Piacenza                                                 | 29 - 17                                                              | Rugby Colorno                                                        | Plaisance                                                            | 1 500                                                                |
| 2020 (it) | Championnat suspendu en raison de la pandémie de Covid-19 en Italie. | Championnat suspendu en raison de la pandémie de Covid-19 en Italie. | Championnat suspendu en raison de la pandémie de Covid-19 en Italie. | Championnat suspendu en raison de la pandémie de Covid-19 en Italie. | Championnat suspendu en raison de la pandémie de Covid-19 en Italie. | Championnat suspendu en raison de la pandémie de Covid-19 en Italie. |
| 2021      | Championnat annulé en raison de la pandémie de Covid-19 en Italie.   | Championnat annulé en raison de la pandémie de Covid-19 en Italie.   | Championnat annulé en raison de la pandémie de Covid-19 en Italie.   | Championnat annulé en raison de la pandémie de Covid-19 en Italie.   | Championnat annulé en raison de la pandémie de Covid-19 en Italie.   | Championnat annulé en raison de la pandémie de Covid-19 en Italie.   |
| 2022 (it) | 2022                                                                 | CUS Torino                                                           | 29 - 25                                                              | Capitolina                                                           | -                                                                    |                                                                      |
| 2023 (it) | 4 juin 2023                                                          | Rangers Vicenza                                                      | 21 - 18                                                              | SS Lazio                                                             | Prato                                                                |                                                                      |
| 2024      | 2024                                                                 | SS Lazio                                                             | 26 - 23                                                              | CUS Torino                                                           | Prato                                                                |                                                                      |